# Scandale de 1Malaysia Development Berhad
 (février 2023).
Le contenu est difficilement compréhensible vu les erreurs de traduction, qui sont peut-être dues à l'utilisation d'un logiciel de traduction automatique.

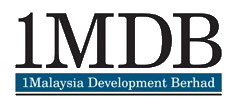
Logo du fonds financier malaisien 1Malaysia Development Berhad

Le « scandale 1Malaysia Development Berhad », également appelé « scandale 1MDB », décrit une affaire de complot de corruption, de pots-de-vin, détournement, vol et blanchiment d'argent impliquant les actifs du fonds souverain malaisien 1Malaysia Development Berhad (1MDB), avec des ramifications à l'échelle mondiale. Il s'agit d'une affaire politico-financière majeure en Malaisie impliquant des institutions, personnalités politiques, personnalités du monde de la banque, de la finance et de l'industrie du divertissement ainsi que des agents d'influence (dont l'équipe Team Jorge). Des enquêtes criminelles ont été menées dans de nombreux pays.
Cette affaire est considérée comme l'un des plus grands scandales financiers au monde, et décrite en 2016 par le département de la Justice des États-Unis (DoJ) comme le "plus grand cas de kleptocratie à ce jour".

## Historique
Le scandale éclata en 2015 avec la publication dans The Edge, Sarawak Report et le Wall Street Journal de documents fuités montrant que le Premier ministre malaisien de l'époque, Najib Razak, avait détourné 2,67 milliards de ringgit malaisien (MYR), soit environ 700 millions de dollars US du fonds 1MDB, une société de développement stratégique gérée par le gouvernement malaisien, vers ses comptes bancaires privés.
Le cerveau présumé du stratagème, le Malaisien Jho Low, avait agi via des sociétés fictives et des comptes bancaires offshore.
Le département de la Justice des États-Unis découvrit plus tard que plus de 4,5 milliards de $ avaient en réalité été détournés par Low et d'autres conspirateurs, dont des responsables politiques de Malaisie, d'Arabie saoudite et des Émirats arabes unis. Cet argent servit notamment à acheter des biens et des propriétés de luxe, dont par exemple le yacht Equanimity. Une partie de l'argent finança aussi la société cinématographique américaine Red Granite Pictures et la production du film de Martin Scorsese Le Loup de Wall Street. L'argent volé à 1MDB permit à Low, Najib et sa femme Rosmah Mansor de mener un train de vie somptueux et d'établir le beau-fils de Najib, Riza Aziz, à Hollywood. Furent aussi signalées des tentatives de pots-de-vin à verser à divers lobbyistes et personnalités politiques aux États-Unis.
La première réaction de Najib fut de limoger plusieurs de ses détracteurs de leurs fonctions gouvernementales, notamment son adjoint Muhyiddin Yassin et le procureur général malaisien Abdul Gani Patail. Les accusations portées contre Najib furent d'abord déboutées.

Parmi ses détracteurs figurait l'ancien allié politique et quatrième Premier ministre malaisien Mahathir Mohamad qui présida la « Déclaration des citoyens malaisiens ». Celle-ci réunit diverses personnalités politiques et d'influence qui réclamaient la démission ou la destitution de Najib Razak. La Conference of Rulers malaisienne appela à une enquête rapide, ce scandale étant à l'origine d'une crise de confiance sans précédent en Malaisie,.
Hors de Malaisie, des enquêtes financières et criminelles furent ouvertes dans au moins six pays. Les comptes publics de 1MDB mirent en évidence près de 42 milliards MYR (11,73 milliards de USD/$) de dettes en 2015. Une partie de cette dette résultait d'un prêt de 3 milliards de $ en émission obligataire garantie par l'État en 2013, menée par la banque d'investissement américaine Goldman Sachs, qui aurait perçu des honoraires allant jusqu'à 300 millions de $ pour l'opération (bien que la banque conteste ce chiffre). Goldman Sachs fut inculpé en vertu du Foreign Corrupt Practices Act américain et accepta de payer plus de 2,9 milliards de $ dans le cadre d'un règlement avec le département de la Justice des États-Unis. Le rappeur américain Pras, l'ancien président de Goldman Sachs Tim Leissner et le collecteur de fonds Elliott Broidy figurèrent parmi les personnes inculpées aux États-Unis en lien avec le scandale 1MDB.
À la suite des élections législatives malaisiennes de 2018, le nouveau Premier ministre Mahathir Mohamad rouvrit les enquêtes malaisiennes sur le scandale. Le département malaisien de l'immigration interdit à Najib et à onze autres inculpés de quitter le pays, tandis que la police saisissait plus de 500 sacs à main et environ 12 000 bijoux (estimés à une valeur de 270 millions $) dans diverses résidences appartenant à Najib. Ce fut la plus grande saisie de biens mal acquis dans l'histoire de la Malaisie. Najib fut ensuite accusé d'abus de confiance, de blanchiment d'argent et d'abus de pouvoir. Et Jho Low, le cerveau présumé alors en fuite à l'étranger, fut accusé de blanchiment d'argent. Najib fut ensuite reconnu coupable de sept chefs d'accusation liés à SRC International (filiale de 1MDB), et condamné à douze ans de prison.
En septembre 2020, le montant volé à 1MDB était estimé à 4,5 milliards $, et les dettes impayées de 1MDB s'élevaient à 7,8 milliards $. Le gouvernement prit en charge les dettes d'1MDB, incluant des obligations à 30 ans échéant en 2039. En août 2021, les États-Unis avaient récupéré et restitué 1,2 milliard $ de fonds détournés dans leur juridiction.

### Les principaux protagonistes
Najib Razak : il devint Premier ministre de Malaisie en 2009. Lors de sa première année au pouvoir, il créa le fonds souverain 1Malaysia Development Berhad (1MDB) destiné à la réalisation d'investissements stratégiques, dans le cadre de sa politique de libéralisation économique et de son programme 1Malaysia. Le fonds fut alors doté d'un budget d'investissement de 1 milliard $, et Najib était seul habilité à signer les investissements et à gérer le conseil d'administration. Sa femme est Rosmah Mansor, dont le fils Riza Aztiz est issu d'une union précédente.
Jho Low : cet homme d'affaires malaisien originaire de Penang n'avait pas de poste officiel chez 1MDB, mais il en a soutenu la création. Il avait un accès étendu au fonds, en raison de relations politiques de premier ordre en Malaisie et au Moyen-Orient, et entretenait également des relations avec le monde du divertissement aux États-Unis. Low participa à des réunions stratégiques de 1MDB et facilita de nombreuses transactions.
Tim Leissner : ce banquier allemand présidait la branche Asie du Sud-Est de la banque Goldman Sachs. Leissner est crédité de la signature d'accords lucratifs pour Goldman Sachs dans la région, au lendemain de la crise financière de 2007-2008. C'est le directeur de Goldman Sachs en Malaisie, Roger Ng, qui avait présenté Leissner à Jho Low. Leissner et Ng travaillèrent avec Low et utilisèrent ses contacts politiques pour conclure des accords et orchestrer le stratagème.

## La fraude en trois étapes
Le département de la Justice des États-Unis (DoJ) estime que la fraude se déroula en 3 phases :
1. En août 2009, Najib et Low rencontrèrent des représentants de la compagnie pétrolière privée PetroSaudi sur un yacht, à Monaco, pour discuter du premier investissement de 1MDB. Parmi les représentants saoudiens figuraient Turki bin Abdullah Al Saud de la famille royale saoudienne et Tarek Obaid. Lors d'une visite ultérieure en Arabie saoudite, Najib signa une joint-venture de 2,5 milliards $ entre PetroSaudi et 1MDB. Le DOJ estime que cette joint-venture fut utilisée comme "couverture" pour transférer 1 milliard $ sur un compte bancaire suisse[23].
2. 1,4 milliard $ supplémentaire fut ensuite levé par Goldman Sachs dans le cadre d'une émission obligataire et détourné sur un compte bancaire en Suisse.
3. 1,3 autre milliard $ fut aussi détourné par Goldman Sachs vers un compte bancaire à Singapour[23].

Selon les autorités américaines, Goldman Sachs, et en particulier Roger Ng, jouèrent un rôle majeur dans l'orchestration du stratagème, en particulier le blanchiment d'argent du fonds, dont une partie fut utilisée pour verser des pots-de-vin à des fonctionnaires en Malaisie et aux Émirats arabes unis.

## Utilisation des fonds détournés
Plus de 4 milliards $ furent volés au fonds 1MDB, puis dépensés par les auteurs pour acheter des œuvres d'art, des diamants, des bijoux coûteux et autres objets de luxe, ainsi que des propriétés immobilières.
Low aurait utilisé les fonds 1MDB pour mener un train de vie luxueux aux États-Unis. Le DOJ réussit à faire le lien entre 100 millions $ provenant de l'accord PetroSaudi à l'achat de propriétés à Hollywood, et 40 millions $ à l'achat d'appartements à New York. Low noua des amitiés avec les musiciens Swizz Beats, Alicia Keys et Pras, fut photographié lors de fêtes mondaines en compagnie de Paris Hilton ; il utilisa aussi des fonds pour acheter des articles de luxe pour le mannequin Miranda Kerr et la chanteuse Elva Hsiao, avec qui il entretint des relations amoureuses.
De nombreux médias révélèrent que la société de production cinématographique hollywoodienne Red Granite Pictures, cofondée par Riza Aziz et Joey McFarland en 2010, reçut de l'argent détourné. Le DOJ estime que cet argent fut destiné à la production des films Le loup de Wall Street, Very Bad Dads et Dumb and Dumber De ; le nom de Jho Low figure même dans la liste des personnes remerciées dans le générique du Loup de Wall Street. En 2017, le DOJ saisit les recettes des trois films.

## Enquêtes et actions menées en Malaisie

### Changement de commissaires aux comptes et manque de transparence
Les 425 millions MYR de bénéfices déclarés entre le 25 septembre 2009 et le 31 mars 2010 suscitèrent de vives critiques et controverses en Malaisie en raison du manque de transparence des comptes publiés par 1MDB.
Tony Pua, député DAP de Petaling Jaya, demanda alors à Najib, président du conseil consultatif de 1MDB, si les chiffres résultaient d'une injection d'actifs dans 1MDB par le gouvernement, comme le transfert de droits fonciers à l'entreprise,.
Lors de la session parlementaire d'octobre 2010, 1MDB expliqua que ses comptes avaient été entièrement audités et approuvés par le cabinet KPMG, et clôturés au 31 mars 2010. Le cabinet Deloitte avait participé à l'évaluation et à l'analyse du portefeuille, tandis que le cabinet Ernst & Young avait conseillé 1MDB sur sa fiscalité.
L'acquisition du terrain de l'aéroport de Sungai Besi, première étape du projet immobilier de Bandar Malaysia mixant usage commercial et résidentiel, se fit en juin 2011. Avant cela, l'opposition s'était interrogée sur l'absence de progrès du projet Bandar Malaysia, malgré les 3,5 milliards de MYR de prêts et obligations islamiques déjà levés par 1MDB pour financer le projet et s'approprier le terrain,. En avril 2013, 1MDB attribua finalement un contrat de 2,1 milliards de MYR à Perbadanan Perwira Harta Malaysia (PPHM), une filiale de Lembaga Tabung Angkatan Tentera (LTAT) pour aider à relocaliser la base militaire de Pangkalan Udara Kuala Lumpur qui était située sur le terrain de Sungai Besi. La construction de Bandar Malaysia devait commencer après cette relocalisation.
Toujours en 2013, 1MDB attira de nouveau l'attention en demandant une prolongation de six mois pour rendre son rapport annuel auprès de la Chambre de Commerce de Malaisie (CCM) alors qu'il devait être rendu le 30 septembre 2013. Au même moment, le remplacement de trois commissaires aux comptes présents depuis la création du fonds en 2009 fut jugé suspect,. Face aux critiques, la CCM confirma que 1MDB avait bien rendu son rapport et remis les justificatifs nécessaires dont l'enregistrement d'une adresse, comme l'exige la loi.
Début mars 2015, alors que le mécontentement du public grandissait face au manque de transparence financière chez 1MDB, le Premier ministre Najib, aussi président du conseil consultatif de 1MDB, ordonna au vérificateur général de la Malaisie de procéder à un audit de 1MDB, mais le rapport final d'audit fut classé secret d'état et ne fut mis à la disposition que de la commission des comptes publics (PAC) chargée d'enquêter sur les irrégularités de 1MDB,. De supposées copies du rapport apparurent cependant sur Internet,,. Ce rapport sera déclassifié le 12 mai 2018, après l'éviction de Najib lors des élections législatives malaisiennes.
Le 7 septembre 2015, un membre du conseil consultatif de 1MDB, Abdul Samad Alias, démissionna après que nombre de ses demandes de consultations de dossiers de 1MDB furent ignorées,. 1MDB nia par la suite avoir reçu des demandes répétées d'Abdul Samad, déclarant que son président, Arul Kanda, avait personnellement rencontré Abdul Samad en janvier et mars de cette année-là pour "discuter des affaires".
Dans le cadre de son plan de rationalisation de la dette, 1MDB signa le 31 décembre 2015 un accord avec un consortium comprenant Iskandar Waterfront Holdings et China Railway Engineering Corporation pour céder 60 % de sa participation dans Bandar Malaysia Sdn Bhd, mais cet accord échoua finalement.
1MDB n'eut au final aucun audit externe de ses comptes en bonne et due forme après 2013, puisque son cabinet d'audit Deloitte Malaysia publia un communiqué en juillet 2016 indiquant que leurs rapports des états financiers de 1MDB datés du 28 mars 2014 et 5 novembre 2014, et qui portaient respectivement sur les exercices 2013 et 2014, ne pouvaient plus être jugés comme fiables,.
En mai 2018, après la formation d'un nouveau cabinet par Pakatan Harapan qui remporta les élections législatives, le ministre des Finances Lim Guan Eng ordonna la nomination de PricewaterhouseCoopers (PwC) pour effectuer un audit complet de 1MDB.

### Dettes et dégradation de notation
Début 2015, la dette de 1MDB approchait 42 milliards MYR. D'autres problèmes financiers auraient aussi contribué à ce que les obligations 1MDB se négocient à un niveau exceptionnellement bas,.
Le cabinet malaisien rejeta en outre une demande d'ajout de liquidités dans le fonds à hauteur de 3 milliards MYR, ce qui réduit la capacité de 1MDB à rembourser ses dettes à temps,,.

### Explication du gouvernement sur les dons

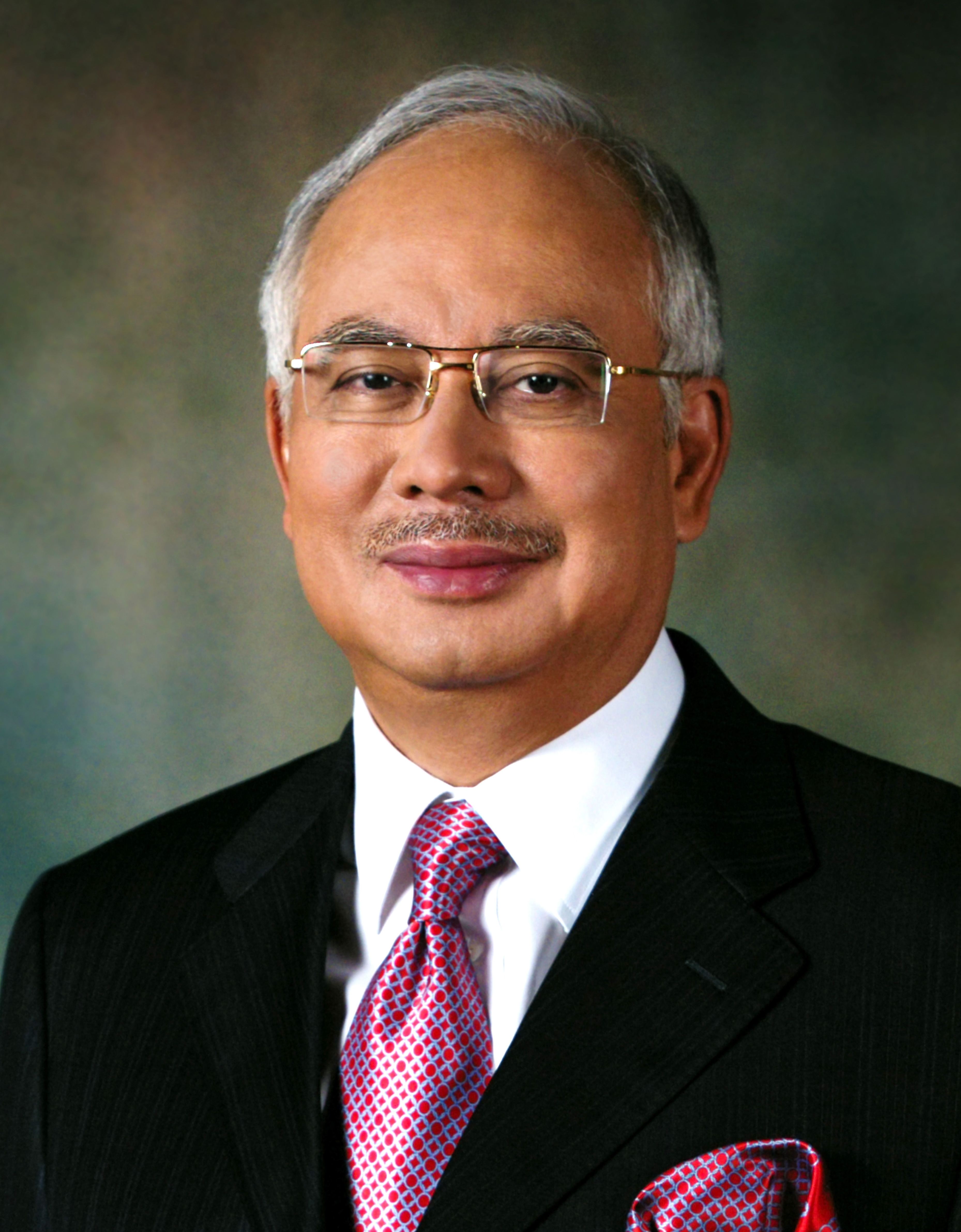
L'ancien Premier ministre malaisien Najib a été fortement lié à l'éventuelle insolvabilité de 1MDB

Le 3 août 2015, la Commission malaisienne de lutte contre la corruption (MACC) déclara que les 2,6 milliards MYR retrouvés sur un compte en banque privé de Najib provenaient de donateurs et non du fonds 1MDB, mais sans pour autant préciser l'identité des donateurs ni la raison de ces transferts, ni pourquoi la commission avait mis un mois entier à rendre ses conclusions,.
Wan Adnan Wan Mamat, chef du parti UMNO dans l'état de Kuantan, affirma plus tard que ces 2,6 milliards MYR provenaient d'Arabie Saoudite, et faisaient office de remerciement pour avoir aidé à combattre le groupe terroriste État Islamique. Il affirma également que la communauté musulmane des Philippines ainsi que du sud de la Thaïlande avaient reçu des dons similaires, et que puisque les dons avaient été faits à Najib personnellement par opposition au parti UMNO, les fonds avaient donc été déposés sur ses comptes privés.
Le ministre saoudien des Affaires étrangères (Adel al-Jubeir) affirma être au courant du don, ajoutant qu'il s'agissait d'un véritable don (sans contrepartie),.
Le procureur général malaisien Mohamed Apandi Ali déclara que le don provenait de l'un des fils du défunt roi saoudien Abdallah, : Turki bin Abdullah Al Saud.
Dans une interview à la chaîne de télévision australienne ABC News, le rédacteur en chef des finances du WSJ, Ken Brown, déclara que l'argent ne provenait pas des Saoudiens et que des preuves montraient qu'il provenait de diverses sociétés liées à 1MDB,,.

### Actions de la Banque centrale malaisienne
Début 2016, partant du principe que 1MDB avait divulgué des informations inexactes ou incomplètes, la banque centrale malaisienne décida de révoquer les autorisations à réaliser des investissements à l'étranger ; les investissements de 1MDB à l'international représentaient alors un total de 1,83 milliard de $,.
Après avoir terminé ses propres enquêtes sur les transferts de fonds de 1MDB, la banque centrale demanda au procureur général d'engager des poursuites pénales contre 1MDB,. 1MDB répondit ne pas être en mesure de rapatrier les 1,83 milliard de $ réclamés par la banque centrale au motif que les fonds avaient déjà été utilisés.

### Rapports de police
Le scandale prit une tournure pénale le 28 août 2015 quand un membre du parti UMNO de Najib Razak intenta une action civile contre lui, l'accusant de manquement à ses devoirs d'administrateur et de fraude par omission, Najib ayant refusé de déclarer la réception de certains fonds ainsi que leur utilisation.
Cette plainte fut déposée devant la Haute Cour de Justice de Kuala Lumpur ; elle visait aussi le secrétaire exécutif du parti Abdul Rauf Yusof. Craignant que Najib Razak n'exerce une influence pour révoquer tout membre dérangeant de l'UMNO "dans le seul but d'éviter d'endosser toute responsabilité", le tribunal tenta par une injonction d'empêcher l'UMNO de radier le porteur de la plainte du parti avant toute décision de justice.
Le plaignant réclamait aussi le remboursement de 650 millions de $, somme prétendument déposée par Najib dans une banque de Singapour et sur le compte bancaire no 2112022009694 d'AmPrivate, pour y déposer les sommes reçues sous forme de dons.
La plaignante, identifiée sous le nom d'Anina Saadudin, fut immédiatement radiée du parti UMNO,,.
Un autre rapport de police fut requis par Abdul Rashed Jamaludin, un autre membre UMNO de l'état de Johor, et visait Najib Razak sur les fonds retrouvés sur son compte bancaire privé,.
Khairuddin Abu Hassan, autre membre de l'UMNO, et son avocat Matthias Chang soumirent des preuves sur le scandale 1MDB au procureur général suisse pour qu'il puisse enquêter et déterminer si des banques suisses avaient fait affaire avec 1MDB,.
Khairuddin déposa aussi un rapport de police à Hong Kong contre Najib Razak et Jho Low, concernant 4 sociétés : Alliance Assets International, Cityfield Enterprises, Bartingale International et Wonder Quest Investment, soupçonnées d'avoir fait affaire avec 1MDB,. Khairuddin et Matthias furent alors interdits de quitter le territoire de la Malaisie,, et furent inculpés en vertu de la loi malaisienne sur les délits de sécurité intérieure (SOSMA) au prétexte que leur plainte pouvait saboter le secteur bancaire et financier malaisien,,.

### Poursuites locales
Le Parti de la justice populaire (PKR), parti d'opposition, intenta une action en justice en 2015 contre Najib Razak, Tengku Adnan Tengku Mansor, 1MDB et la Commission électorale, les accusant d'avoir utilisé les fonds de 1MDB pour des dépenses de campagne, violant ainsi les règles électorales,. Mais la Haute Cour malaisienne rejeta la plainte sur sa forme, déclarant que PKR n'avait pas le droit d'intenter une action contre Najib et 1MDB,.
L'ancien Premier ministre Mahathir porta aussi plainte contre Najib Razak pour ingérence présumée dans les enquêtes gouvernementales sur 1MDB et en raison de dons politiques de 2,6 milliards MYR,,.

### Mesures gouvernementales
Le gouvernement et une partie de l'UMNO (parti au pouvoir) cherchèrent à étouffer le scandale 1MDB.
Le vice-Premier ministre Muhyiddin Yassin fut démis de ses fonctions et remplacé par le ministre de l'Intérieur de l'époque, Ahmad Zahid Hamidi,,. Le ministre du Développement rural, Shafie Apdal,, fut lui aussi limogé. Ils furent en outre radiés de l'UMNO en juin 2016.
Le procureur général Abdul Gani Patail, qui dirigeait un groupe de travail inter-agences enquêtant sur les détournements de fonds 1MDB par Najib Razak, fut démis de ses fonctions et remplacé par Mohamed Apandi Ali, ancien juge de la Cour fédérale,.
Le comité d'action publique chargé d'enquêter sur les pertes présumées de 1MDB fut mis à l'arrêt pour une durée indéterminée, au motif que quatre de ses membres s'étaient vu attribuer des postes dans le cabinet de Najib Razak : le président du PAC Nur Jazlan Mohamed, Reezal Merican Naina Merican, Wilfred Madius Tangau et Mas Ermieyati Samsudin,,.
Les sites d'information The Edge Malaysia et The Edge Financial Daily furent suspendus pendant trois mois en juillet 2015 par le ministère de l'Intérieur malaisien pour avoir publié de faux rapports sur les problèmes de 1MDB,. Toujours en 2015, le site Web Sarawak Report fut bloqué par la Commission malaisienne des communications et du multimédia, organe de régulation d'Internet en Malaisie,.
La police malaisienne émit aussi un mandat d'arrêt contre Clare Rewcastle Brown, qui dirigeait The Sarawak Report, l'accusant d'être impliquée dans des activités préjudiciables à la démocratie parlementaire et la diffusion de fausses informations sur le Premier ministre Najib.
La police arrêta également Khairuddin Abu Hassan, membre de l'UMNO, après qu'il eut déposé des rapports de police à Londres, à Singapour, en France et à Hong Kong sur les irrégularités financières de 1MDB,. Selon son avocat, Khairuddin se rendait aux États-Unis pour rencontrer le FBI afin de les exhorter à enquêter sur le blanchiment d'argent de 1MDB,. Cependant, le bureau du FBI de New York confirma au Wall Street Journal qu'aucun agent n'avait prévu de rencontrer Khairuddin ni n'avait eu de contact antérieur avec lui.
Mukhriz Mahathir, alors à la tête de l'état malaisien du Kedah, démissionna de ses fonctions le 3 février 2016 à la suite de critiques publiques faites par Najib Razak.
Quatre mois plus tard, en juin 2016, Mukhriz fut radié de l'UMNO. Son père, Mahathir Mohamad, qui avait été le quatrième Premier ministre de Malaisie et avait soutenu Najib depuis sa prise de fonctions, retira son soutien à Najib avant de quitter immédiatement l'UMNO.
Le député de l'opposition Rafizi Ramli fut arrêté et inculpé en vertu de la loi sur les secrets d'état pour avoir divulgué des informations sur le rapport 1MDB du vérificateur général,,.
Le Ministère de l'Intérieur malaisien déclara que ni ses services, ni Interpol, n'avaient réussi à localiser diverses personnes liées à l'enquête 1MDB, notamment le magnat des affaires Jho Low, les anciens cadres supérieurs de 1MDB Casey Tang Keng Chee et Jasmine Loo Ai Swan, le directeur général de SRC International Nik Faisal Ariff Kamil et Yusof Annuar Yaacob, le directeur malaisien de la Deutsche Bank,,.
La Commission malaisienne des communications et du multimédia (MCMC) bloqua l'accès des internautes à des sites Web tels que Medium.com, une plateforme de journalisme social, en raison de la publication d'un article du Sarawak Report,. Un autre site Web, Asia Sentinel, fut bloqué après avoir publié un article du Sarawak Report lié à la MACC complétant une enquête qui aurait abouti à 37 accusations contre Najib,,. Le Malaysian Insider fut aussi bloqué, et ses journalistes firent l'objet d'une enquête pour la publication d'un rapport accusant le MACC d'avoir trouvé suffisamment de preuves dans ses enquêtes sur Najib pour l'inculper de corruption,,. Ces blocages restèrent en place jusqu'à la chute du gouvernement Najib lors des élections législatives de 2018.

### Ramifications et défaut de paiement de dette
L'enquête du Comité malaisien des comptes publics (PAC) révéla que la direction du fonds 1MDB avait agi sans l'approbation de son Conseil d'administration et avait induit les auditeurs en erreur à plusieurs reprises,, appelant la police à enquêter sur son ancien directeur,. Le Conseil d'administration de 1MDB, présidé par Najib Razak, accusé de n'avoir pas correctement contrôlé les finances du fonds, présenta sa démission immédiatement après la publication des conclusions du PAC,, qui indiquait que 3,5 milliards $ avaient été versés à Aabar Investments PJS, une société appartenant à l'International Petroleum Investment Company (IPIC).
L'IPIC publia alors un communiqué selon lequel ni elle, ni sa filiale Aabar Investments PJS, n'avaient de liens avec la société Aabar BVI immatriculée dans le paradis fiscal des Îles Vierges britanniques, et qu'elles n'avaient pas reçu d'argent de la part de cette société,,.
L'IPIC annonça en outre à la Bourse de Londres que 1MDB n'avait pas réussi à rembourser 1,1 milliard $ dans le cadre de son accord de restructuration de la dette, et que l'accord de dette entre les deux sociétés était donc caduque,,.

### Nouvelles enquêtes après les élections législatives de 2018
Après les 14e élections législatives malaisiennes du 9 mai 2018 qui marquèrent une défaite historique pour la coalition Barisan Nasional dirigée par Najib Razak, l'alliance électorale Pakatan Harapan forma un nouveau gouvernement dirigé par le Premier ministre Mahathir Mohamad. Ce gouvernement mit en place un groupe de travail spécial dirigé par l'ancien procureur général Abdul Gani Patail, pour relancer les enquêtes sur 1MDB.
Le gouvernement interdit à Najib Razak de quitter le pays, et la police saisit des espèces et objets de valeur dont le montant était compris entre 900 millions et 1,1 milliard MYR (entre 220 millions et 269 millions $). Ces saisies furent réalisées dans des résidences appartenant à Najib et son épouse Rosmah Mansor. Ce fut la plus grande saisie de l'histoire de la Malaisie, avec plus de 12 000 bijoux, 423 montres de valeur et 567 sacs à main de 37 marques de luxe différentes,. Najib fut ensuite arrêté par la MACC et fit face en septembre 2018 à 25 chefs d'accusations d'abus de pouvoir et de blanchiment d'argent pour un montant estimé à 2,3 milliards MYR (556 millions $), en plus de sept accusations criminelles d'abus de confiance et de pouvoir. Six mois plus tard (en avril 2019), il faisait face à 42 chefs d'accusation.
Le nouveau gouvernement émit aussi des mandats d'arrêt contre Jho Low et l'ancien directeur de SRC International, Nik Faisal Ariff Kamil.
Le 28 juin 2018, 1MDB limogea son président-directeur général Arul Kanda, dont le contrat de travail courait jusqu'au 30 juin, pour manquement à ses fonctions.
En juin 2018, les médias indiquèrent également que la MACC avait gelé des comptes bancaires associés à l'UMNO.
En août 2018, la police malaisienne accusa Jho Low et son père (Larry Low) d'avoir blanchi 457 millions de $ volés à 1MDB afin d'acheter le yacht Equanimity,. Du 29 octobre au 28 novembre 2018, l'Equanimity fut mis aux enchères par les enquêteurs ; le groupe Genting l'acheta finalement pour 126 millions de $.
En décembre 2018, le procureur général de Malaisie engagea des poursuites pénales contre des filiales de Goldman Sachs, leurs anciens employés Tim Leissner et Roger Ng Chong Hwa, l'ancien employé de 1MDB Jasmine Loo et Jho Low. Ces poursuites étaient liées aux émissions obligataires de la banque Goldman Sachs en 2012 et 2013. Les procureurs réclamèrent des amendes pénales élevées (plus de 2,7 milliards de $ du produit des obligations détournés, 600 millions de $ d'honoraires perçus par Goldman Sachs) assorties à des peines à l'encontre des divers accusés,,.
Selon des clips audio révélés par les responsables malaisiens de la lutte contre la corruption en janvier 2020, Najib Razak aurait demandé au prince héritier des Émirats arabes unis de l'époque, Mohammed Bin Zayed, d'aider à monter un accord de prêt montrant que son beau-fils avait reçu un financement de l'IPIC et non de 1MDB, dans le but de dissimuler le scandale.
Le 28 juillet 2020, Najib fut reconnu coupable des sept chefs d'accusation liés à SRC International et condamné à 12 ans de prison et à une amende de 210 millions de MYR (49,5 millions de $).
Les 8 décembre 2021 et 23 août 2022, la Cour d'appel et la Cour fédérale malaisienne confirmèrent la condamnation et la peine de Najib dans toutes les affaires de la SRC. Najib fut reconnu coupable de s'être approprié 42 millions MYR dans les coffres de l'entreprise,.
Le 1er septembre 2022, l'épouse de Najib, Rosmah Mansor, fut aussi reconnue coupable de trois chefs d'accusation de corruption par la Haute Cour de Malaisie, et condamnée à dix ans de prison et à une amende de 970 millions MYR.

## Enquêtes faites hors de Malaisie

### En Australie
La société australienne de gestion de fonds Avestra Asset Management, qui gérait jusqu'à 2,32 milliards de MYR de fonds d'1MDB, fut mise en liquidation judiciaire et fit l'objet d'une enquête par la Commission australienne des valeurs mobilières et des investissements (ASIC) pour des violations de la loi et la mise à risque des actifs de ses membres. La Haute Cour australienne ordonna la fermeture de cinq programmes d'investissement gérés par Avestra après avoir découvert des transactions entre parties liées non divulguées, et 13 violations potentielles du droit des sociétés.

### En Arabie Saoudite
Le 25 avril 2023, le Ministère public de la Confédération suisse et le Tribunal pénal fédéral suise inculpèrent deux anciens managers de l'entreprise pétrolière saoudienne PetroSaudi pour avoir aidé à détourner 1,8 milliard de $ provenant de 1MDB.

### À Hong Kong
La police de Hong Kong ouvrit des enquêtes concernant la présence de 250 millions de $ dans les coffres et comptes des succursales du Crédit Suisse à Hong Kong, sommes attribuées à Najib Razak et 1MDB,.

### En Indonésie
Les autorités indonésiennes saisirent le 28 février 2018 le yacht Equanimity sur l'île de Bali, à la demande du DOJ, dans le cadre de l'enquête pour corruption.
Le gouvernement indonésien rendit le yacht à la Malaisie en août 2018, à la suite de l'activation des traités d'entraide judiciaire entre l'Indonésie, les États-Unis et la Malaisie,.

### Au Luxembourg
Les procureurs de la République luxembourgeoise ouvrirent des enquêtes pour blanchiment d'argent faisant suite au transfert de plusieurs centaines de millions de dollars de la part de 1MDB vers une société offshore ayant un compte bancaire au Luxembourg,,,. La banque en question est une banque privée du groupe Edmond de Rothschild qui gère des actifs pour le compte de clients fortunés,,.

### Aux Seychelles
L'unité de renseignement financier des Seychelles aida une enquête internationale sur 1MDB en fournissant des informations sur les entités offshore enregistrées aux Seychelles liées à l'enquête,,.

### À Singapour
L'Autorité monétaire de Singapour (MAS) et le Département des affaires commerciales saisirent un certain nombre de comptes bancaires responsable de blanchiment d'argent de 1MDB,,. L'un des comptes gelés appartenait à Yak Yew Chee, ex-gestionnaire de relations pour 1MDB Global Investments Ltd, Aabar Investment PJS Limited et SRC International,,.
Le Singapourien Yeo Jiawei (ancien banquier chez BSI), fut accusé de blanchiment d'argent et de fraude dans le cadre de l'enquête singapourienne sur 1MDB et les sociétés liées à 1MDB : Brazen Sky Ltd. et Bridge Partners Investment Management,. Un second individu, Kelvin Ang Wee Keng, fut également accusé de corruption.
Selon une déclaration conjointe du Cabinet du procureur général et de l'Autorité monétaire de Singapour, des actifs d'un montant total de 240 millions de SGD furent saisis lors de leurs enquêtes,. Parmi cette somme, 120 millions de SGD étaient détenus par Jho Low et sa famille,,.
En mars 2017, la MAS interdit l'ancien banquier de Goldman Sachs Tim Leissner d'exercer pendant 10 ans pour avoir fait de fausses déclarations au nom de sa banque. Cette interdiction l'empêche d'exercer toute activité réglementée à Singapour en vertu du Securities and Futures Act. À la suite d'aveux en décembre 2018, elle fut transformée en une interdiction à vie,.
En septembre 2018, les tribunaux singapouriens accordèrent le remboursement à la Malaisie de fonds 1MDB d'une valeur totale de 15,3 millions d'USD, tandis que les avocats du gouvernement malaisien déclaraient que des efforts pour récupérer d'autres actifs illégalement détournés étaient en cours,.

### En Suisse
Les autorités suisses commencèrent à geler des comptes bancaires liés à 1MDB disposant de plusieurs millions de dollars américains,,. Le Bureau du procureur général conclut qu'environ 4 milliards $ pouvaient avoir été détournés. Il annonça enquêter sur quatre cas de possible conduite criminelle,. Selon le procureur, l'argent avait été déposé sur les comptes bancaires suisses d'anciens fonctionnaires malaisiens et de fonctionnaires des Émirats arabes unis,.
L'Autorité fédérale de surveillance des marchés financiers (FINMA) ouvrit des enquêtes contre plusieurs banques suisses,,.
Le 15 mars 2018, le Parlement suisse rejeta d'abord une motion visant à restituer au peuple malaisien les fonds saisis dans le cadre de leurs enquêtes, malgré les demandes et pressions faites par des personnalités politiques et des ONG suisses.
Puis, le 10 juillet 2018, le procureur général suisse Michael Lauber indiqua que la Suisse ne s'enrichirait pas en conservant des avoirs illicites ou volés, et pourrait faire restituer les sommes via des obligations légales.

### Aux Émirats arabes unis
Les Émirats arabes unis gelèrent les comptes bancaires de Khadem al-Qubaisi et Mohammed Badawy Al Husseiny, employés de l'ancien fonds souverain d'Abou Dabi International Petroleum Investment Company (IPIC), qui furent en outre interdits de quitter le territoire.
Ceux-ci avaient des liens étroits avec 1MDB et pourraient avoir utilisé la société Aabar Investments PJS, basé aux Îles Vierges britanniques, pour y faire transiter l'argent de 1MDB vers divers comptes et entreprises réparties de par le monde,.

### Au Royaume-Uni
En septembre 2020, le DOJ engagea une procédure civile de confiscation de fonds envers le cabinet d'avocats Clyde & Co basé à Londres. Les 330 millions $ de fonds avaient été détournés de 1MDB après l'échec d'un projet pétrolier au Venezuela,.

### Aux États-Unis
Le Wall Street Journal rapporta en 2015 que le Federal Bureau of Investigation (FBI) avait ouvert des enquêtes liées à du blanchiment d'argent,,. L'unité anti-corruption internationale du département de la Justice des États-Unis (DoJ) ouvrit une enquête sur des achats de propriétés aux États-Unis impliquant le beau-fils de Najib Razak, Riza Aziz, et le transfert de millions de dollars sur le compte privé de Najib Razak. L'enquête portait sur des propriétés achetées par des sociétés fictives appartenant à Riza Aziz et à Jho Low, un ami proche de la famille,. Le DOJ demanda aux banques d'investissement JPMorgan Chase & Co., Deutsche Bank AG et Wells Fargo de coopérer afin d'identifier des transferts abusifs,,. Le FBI délivra des citations à comparaître à plusieurs employés de la société de production cinématographique Red Granite Pictures, cofondée et présidée par Riza Aziz, sur des allégations de détournement de 155 millions de $ du fonds 1MDB ayant servi à financer la production du film Le Loup de Wall Street en 2013,,,.
Le FBI et le DOJ examinèrent également de près le rôle de la banque d'investissement Goldman Sachs dans le blanchiment d'argent,,. Le FBI explora les liens entre Najib et un haut dirigeant régional de Goldman Sachs, et son implication dans des accords de plusieurs milliards de dollars avec 1MDB. Tim Leissner, ancien président de la branche Asie du Sud-Est de Goldman Sachs et époux de Kimora Lee Leissner, reçut une citation à comparaître du DOJ dans le cadre de ces enquêtes,, Durant le procès civil de juillet 2016, un haut fonctionnaire du gouvernement malaisien, mentionné plus de 30 fois pendant l'audience comme "Malaysian Official 1" ("MO1"), était accusé d'avoir reçu environ 681 millions $ (2,8 milliards MYR) d'argent volé à 1MDB via la Falcon Bank de Singapour les 21 et 25 mars 2013, dont 650 millions $ (2,0 milliards MYR) furent renvoyés à Falcon Bank le 30 août 2013. En septembre 2016, Najib Razak fut identifié comme étant le personnage « MO1 » par Abdul Rahman Dahlan, alors ministre de Najib,. L'épouse de « MO1 », Rosmah Mansor, aurait également reçu pour 30 millions $ environ de bijoux achetés avec de l'argent volé à 1MDB.
En juin 2017, le DOJ entama des actions pour récupérer plus d'1 milliard de $ de la part de personnes proches de Najib et 1MDB,,,, en saisissant des actifs, y compris des propriétés de luxe à Beverly Hills, Los Angeles, Manhattan, New York et Londres,, ainsi que de belles œuvres d'art, un jet privé, un yacht de luxe et les redevances du film Le loup de Wall Street via sa société de production Red Granite Pictures,,. Le 7 mars 2018, devant les tribunaux californiens, les producteurs du film acceptèrent de payer 60 millions $ en compensation du détournement d'argent. Le litige se régla en août 2018, en stipulant que ce paiement ne pouvait être vu comme « un aveu d'acte répréhensible ou de responsabilité de la part de Red Granite ».
Le 1er novembre 2018, le DOJ annonça que deux anciens banquiers de Goldman Sachs, Tim Leissner et Roger Ng, ainsi que le fugitif malaisien Jho Low, avaient été inculpés pour détournement de fonds et pour avoir versé des pots-de-vin à divers responsables malaisiens et d'Abou Dabi. Tim Leissner admit dans un plaidoyer que plus de 200 millions de $ du produit des obligations 1MDB furent versés sur des comptes contrôlés par lui et un parent,, Il accepta de renoncer à 43,7 millions de $ (185 millions de MYR) et plaida coupable de complot en vue de blanchir de l'argent, tandis que Roger Ng fut arrêté en Malaisie à la demande du DOJ et extradé vers les États-Unis pour y être poursuivi avant de revenir et d'être finalement inculpé en Malaisie,,,, Selon ses avocats, Roger Ng fut infecté par la dengue et la leptospirose en prison et a depuis perdu beaucoup de poids,.
Le 30 novembre 2018, le DOJ annonça que George Higginbotham, ancien employé du DOJ, avait plaidé coupable de complot en vue de tromper les banques américaines sur la source et le but des fonds étrangers lors d'une campagne de lobbying contre les enquêtes américaines sur le scandale 1MDB. Le DOJ intenta une action en justice pour récupérer plus de 73 millions de $ (305 millions de MYR) sur des comptes bancaires américains que Higginbotham avait aidé à ouvrir au nom de Jho Low pour financer cette campagne d'influence,,. Cinq mois plus tard, en mai 2019, le DOJ annonça l'inculpation de Jho Low et de l'ancien rappeur des Fugees, Pras, qui avaient conspiré afin d'aider à financer la campagne présidentielle américaine de 2012 avec ces fonds étrangers estimés à 21,6 millions de $.
Le 1er novembre 2019, Barron's rapporta que des maisons de luxe d'une valeur de 100 millions de $ appartenant à Jho Low avaient été saisies dans le cadre d'un accord avec des procureurs américains. Au total, Jho Low aurait accepté de renoncer à environ 700 millions de $ d'actifs au profit du DOJ pour faire abandonner les charges qui pesaient contre lui, toujours sans admettre sa culpabilité.
Elliott Broidy fut inculpé par les autorités fédérales pour violation de la loi sur l'enregistrement des agents étrangers, conformément au dossier public publié le 8 octobre 2020. Il aurait ainsi reçu 6 millions $ de la part d'agents en Malaisie et en Chine pour faire pression sur des responsables de l'administration américaine afin de mettre fin au scandale. Broidy fut aussi accusé de pressions sur des responsables de la Maison Blanche en servant dans ce cas des intérêts émiratis,.
Le 23 février 2022, le témoin vedette du procès pour corruption de Roger Ng, l'ancien banquier de Goldman Sachs détenu à New York, déclara que l'ancien chef de Goldman, Lloyd Blankfein, avait rencontré en 2009 le Premier ministre malaisien Najib Razak, juste avant l'accord concernant 1MDB. À l'ordre du jour de cette réunion, Goldman Sachs devait s'engager à offrir un emploi aux trois enfants de Najib en échange de cet accord lucratif. Le 24 février, la fille de Najib, Nooryana Najwa Najib, confirma qu'elle avait tenté d'obtenir un poste chez Goldman Sachs en rencontrant Roger Ng et Tim Leissner, mais finalement, un responsable de Goldman aurait mis fin au processus de recrutement.
Le 24 février 2022, on apprit que le procès de Roger Ng était suspendu pour vice de forme (les procureurs n'avaient pas partagé plus de 15 000 documents avec les avocats de la défense représentant Robert Ng). Ng fut finalement reconnu coupable de complot de blanchiment d'argent, de tentative de corruption sur des fonctionnaires malaisiens et émiratis, et d'avoir violé la charte comptable interne de son employeur qui respectait la loi fédérale américaine contre la corruption à l'étranger, ; 4,5 milliards $ de l'argent volé furent ainsi blanchis par l'intermédiaire d'institutions financières américaines.

## Récupération d'actifs volés à 1MDB

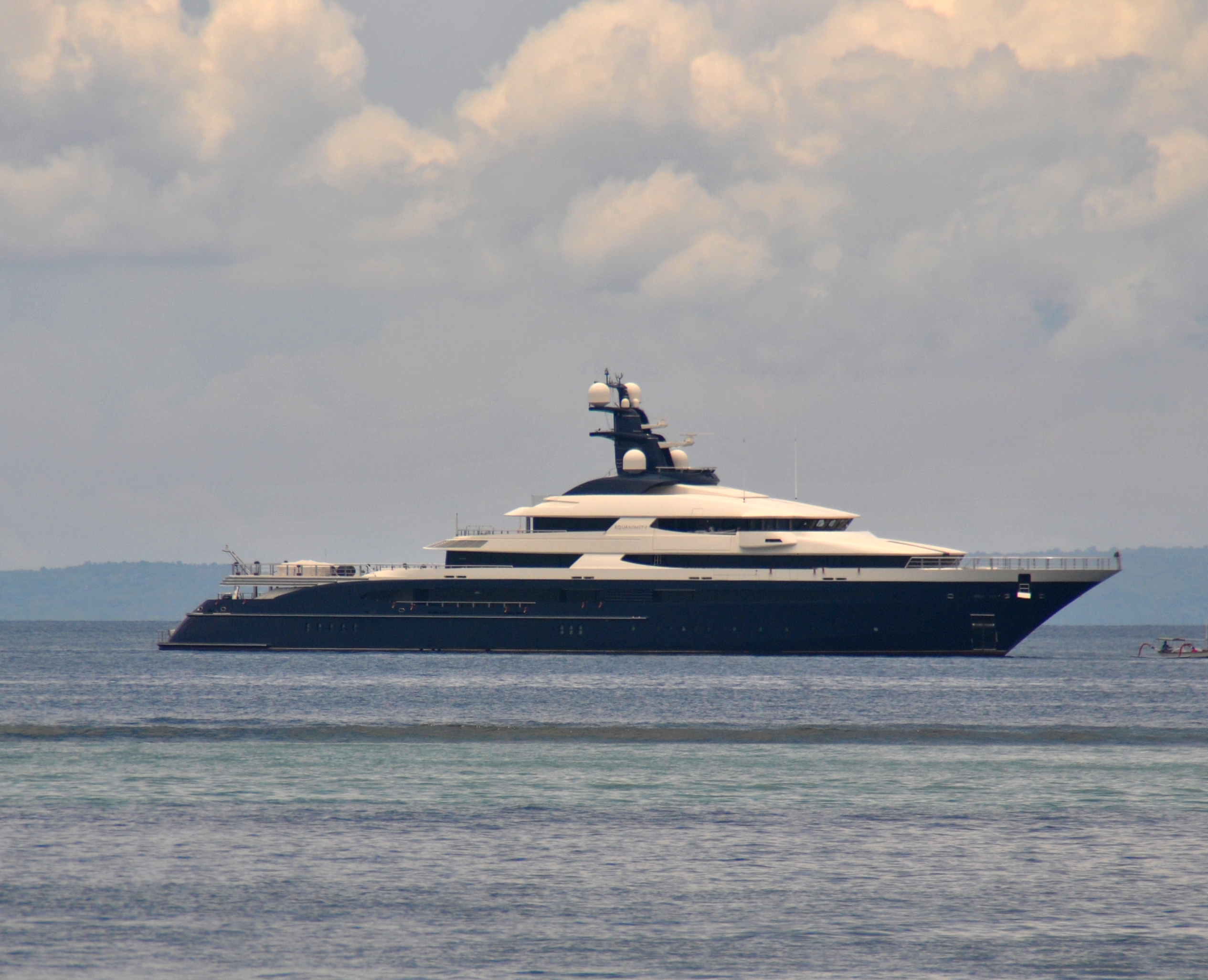
Le yacht Equanimity, saisi par les autorités indonésiennes à Bali en 2018, fut rendu à la Malaisie après confirmation qu'il avait été acheté par Jho Low avec de l'argent volé au fonds 1MDB

En mai 2019, la Malaisie avait récupéré 322 millions d'USD (1,3 milliard de MYR) d'actifs de 1MDB, à la suite des nouvelles enquêtes lancées après les 14e élections législatives de mai 2018.
Des mesures furent prises pour préserver la valeur des actifs et biens mal acquis pris dans l'affaire, dont l'hôtel Park Lane acheté par Low à New York. Le bien fut vendu en novembre 2018 avec l'aval du département de la Justice des États-Unis.
En août 2018, les autorités malaisiennes saisirent le yacht Equanimity, acheté par Low avec de l'argent détourné, pour le rendre aux autorités malaisiennes qui le revendirent environ huit mois plus tard au groupe Genting afin de minimiser les coûts liés à son entretien. Un porte-parole de Low avait décrit cette saisie comme "illégale",.
L'acteur hollywoodien Leonardo DiCaprio remit volontairement aux autorités américaines des cadeaux qu'il avait reçus de la part de Jho Low en 2017, dont une statuette des Oscars ayant récompensé Marlon Brando et des peintures de Picasso et Jean-Michel Basquiat. La somme de 57 millions de $ confisquée à Red Granite Pictures fut également rapatriée en Malaisie après déduction des frais d'enquête.
Les tribunaux de Singapour permirent également la restitution à la Malaisie d'une somme de 50 millions de SGD (152 millions de MYR).
Au total, la Malaisie travailla avec au moins six pays pour récupérer environ 4,5 milliards de $ d'actifs qui auraient été volés à 1MDB, dont 1,7 milliard de $ (7 milliards de MYR) d'actifs confisqués par le DOJ américain.
Le 15 avril 2020, le DOJ avait restitué 300 millions de $ de fonds volés.
Le 24 juillet 2020, la banque Goldman Sachs annonça le règlement en espèces de 2,5 milliards de $ au gouvernement malaisien, en sus d'1,4 milliard de $ d'actifs liés aux obligations 1MDB. C'est bien moins que les 7,5 milliards de $ réclamés par le Ministère des Finances malaisien. Dans le même temps, le gouvernement malaisien accepta d'abandonner toutes poursuites pénales contre la banque et de cesser les poursuites judiciaires contre 17 dirigeants de Goldman Sachs. Certains observateurs firent valoir que Goldman Sachs avait fait là une très bonne affaire.
En janvier 2022, le gouvernement malaisien reçut 333 millions de MYR (111 millions de $) à titre d'amende de la filiale locale de KPMG en règlement du procès intenté contre elle.
Les rapports du site Offshore Alert indiquent que des actions visant à récupérer d'autres actifs détournés sont en cours dans diverses juridictions.

## Couverture médiatique
Le scandale put être mis à jour et médiatisé grâce à l'envoi en janvier 2015 d'environ 227 000 documents au Wall Street Journal et à la blogueuse militante Clare Rewcastle-Brown, qui écrit dans le Sarawak Report.
Ces documents furent divulgués par le Suisse Xavier Justo, ancien employé de PetroSaudi International. Ce lanceur d'alerte fut alors la cible d'une violente campagne de diffamation en ligne, dont on apprendra en 2023 qu'elle était orchestrée par une entreprise fantôme privée spécialisée dans la désinformation appelée "Team Jorge", dirigée par un certain Jorge dont on sait depuis 2003 qu'il est en réalité l'Israélien Tal Hanan. En particulier, fin 2020, un site internet et une chaîne YouTube se faisant passer pour Xavier Justo le dépeignirent comme un mercenaire qui n'aurait agi que par l'appât du gain et à qui on ne peut se fier. Ce faux site web et cette fausse chaîne Youtube furent largement diffusés sur les réseaux sociaux par de faux comptes, dans le cadre d'une opération de diffamation plus large, le traitant de voleur, de drogué, de maître chanteur.
En février 2015, le journal The Sunday Times et le blog Sarawak Report, faisant référence à des fuites de correspondances par e-mail, indiquèrent que Jho Low, basé à Penang et proche de Najib Razak, avait détourné 700 millions $ d'un accord inter-entreprise entre 1MDB et PetroSaudi International via une entité nommée Good Star Ltd.,,,. Bien que Low n'ait jamais reçu de poste officiel au sein de 1MDB, il fut décrit comme quelqu'un qui était régulièrement consulté sans avoir aucun pouvoir décisionnel. Un e-mail révéla que Low avait eu l'approbation par Najib d'un prêt d'1 milliard de $ sans obtenir l'approbation de la banque centrale malaisienne,. En Malaisie, The Edge était l'un des rares médias à avoir publié des enquêtes sur le scandale. Sa licence fut suspendue par le gouvernement malaisien, ce que son éditeur qualifia ouvertement de censure.

### Rôle du Wall Street Journal (WSJ)
Le Wall Street Journal (WSJ) rapporta que 1MDB avait effectué des achats "hors de prix" de centrales électriques en Malaisie, par l'intermédiaire du groupe Genting en 2012 ; Genting aurait ensuite fait don de cet argent à une fondation contrôlée par Najib, qui l'a ensuite utilisé pour sa campagne électorale lors des élections législatives de 2013,. 1MDB nia avoir surpayé ces centrales. 1MDB aurait déclaré que ces actifs n'avaient été achetés que lorsque l'entreprise fut convaincue de leur valeur à long terme.
Le Wall Street Journal fit d'autres allégations selon lesquelles 700 millions de $ furent transférés de 1MDB et déposés sur des comptes détenus par Najib chez AmBank et Affin Bank,. Un groupe de travail chargé d'enquêter sur ces allégations gela six comptes bancaires,.
Dans un premier temps, la Commission malaisienne de lutte contre la corruption (MACC) innocenta 1MDB de cette allégation en août 2015. La MACC publia un communiqué disant, entre autres : "Les résultats de l'enquête ont révélé que les 2,6 milliards MYR qui auraient été transférés sur le compte appartenant à Najib Razak provenaient de la contribution de donateurs, et non de 1MDB".
Najib Razak avait d'abord nié, déclarant : "Si je voulais voler de l'argent, je ne le mettrais pas sur un compte en Malaisie. Le WSJ répondit en révélant en ligne les détails du compte bancaire, réfutant ainsi les démentis de Najib et de ses partisans,,.
La police singapourienne gela deux comptes bancaires à Singapour dans le cadre de sa propre enquête sur la mauvaise gestion financière chez 1MDB, après que des rapports eurent indiqué que 700 millions de $ de dépôts avaient été transférés via Falcon Bank à Singapour vers des comptes privés en Malaisie appartenant à Najib,. 1MDB nia avoir eu connaissance du gel de ces comptes et déclara n'avoir été contacté par aucune des autorités étrangères menant l'enquête.
Le WSJ signala également que 1MDB avait transféré environ 850 millions de $ via trois transactions en 2014 à une société enregistrée aux Îles Vierges britanniques dont le nom indiquait qu'elle était contrôlée par International Petroleum Investment Company (IPIC), une société d'investissement appartement au gouvernement d'Abou Dabi,,.
Le WSJ publia un rapport indiquant que 1MDB n'avait pu payer 1,4 milliard de $ à l'IPIC. L'argent était dû à l'IPIC après qu'il eut garanti 3,5 milliards de $ d'obligations émises par 1MDB pour financer son achat d'actifs de centrales électriques en 2012.
Un autre rapport du WSJ souligna que 1MDB, en lien avec un collecteur de fonds politiques américain (DuSable Capital Management LLC), avait signé un accord inter-entreprise créant un autre fonds, Yurus PE Fund, visant à développer des centrales solaires en Malaisie,. Six mois après la signature de l'accord, 1MDB racheta les parts de Yurus appartenant à DuSable (49% du capital de Yurus) pour 69 millions de $ avant toute construction,. Sur la base des informations de virements bancaires, le WSJ estima que Najib avait dépensé pour près de 15 millions de $ en vêtements, bijoux et une voiture aux États-Unis, Singapour et en Italie, via une carte de crédit reliée à l'un de ses nombreux comptes bancaires privés vers lesquels les fonds de 1MDB avaient été détournés,,,.